# Virgin Australia International
Virgin Australia International (zuvor V Australia) ist eine australische Fluggesellschaft mit Sitz in Sydney und Basis auf dem Kingsford Smith International Airport. Sie ist eine Tochtergesellschaft der Virgin Australia Holdings Ltd. und eine Schwestergesellschaft der Virgin Australia Airlines. Die Virgin Group hält 8,7 % an der Virgin Australia Holdings.

## Geschichte
Unter dem Namen V Australia wurde die Fluggesellschaft im Jahr 2007 als Tochtergesellschaft der Virgin Blue gegründet und nahm den Flugbetrieb im Februar 2009 auf der Strecke von Sydney nach Los Angeles auf. Ende 2011 ging sie im Rahmen der Neustrukturierung der Virgin Blue in Virgin Australia über und änderte ihren Namen in Virgin Australia International. Die Flugrouten und Codeshare-Abkommen sowie die Flotte wurden bei der Umstrukturierung beibehalten. 

## Flugziele
Virgin Australia International konzentriert sich auf Langstreckenflüge und bedient von Sydney, Melbourne und Brisbane aus Los Angeles und Abu Dhabi.

## Flotte

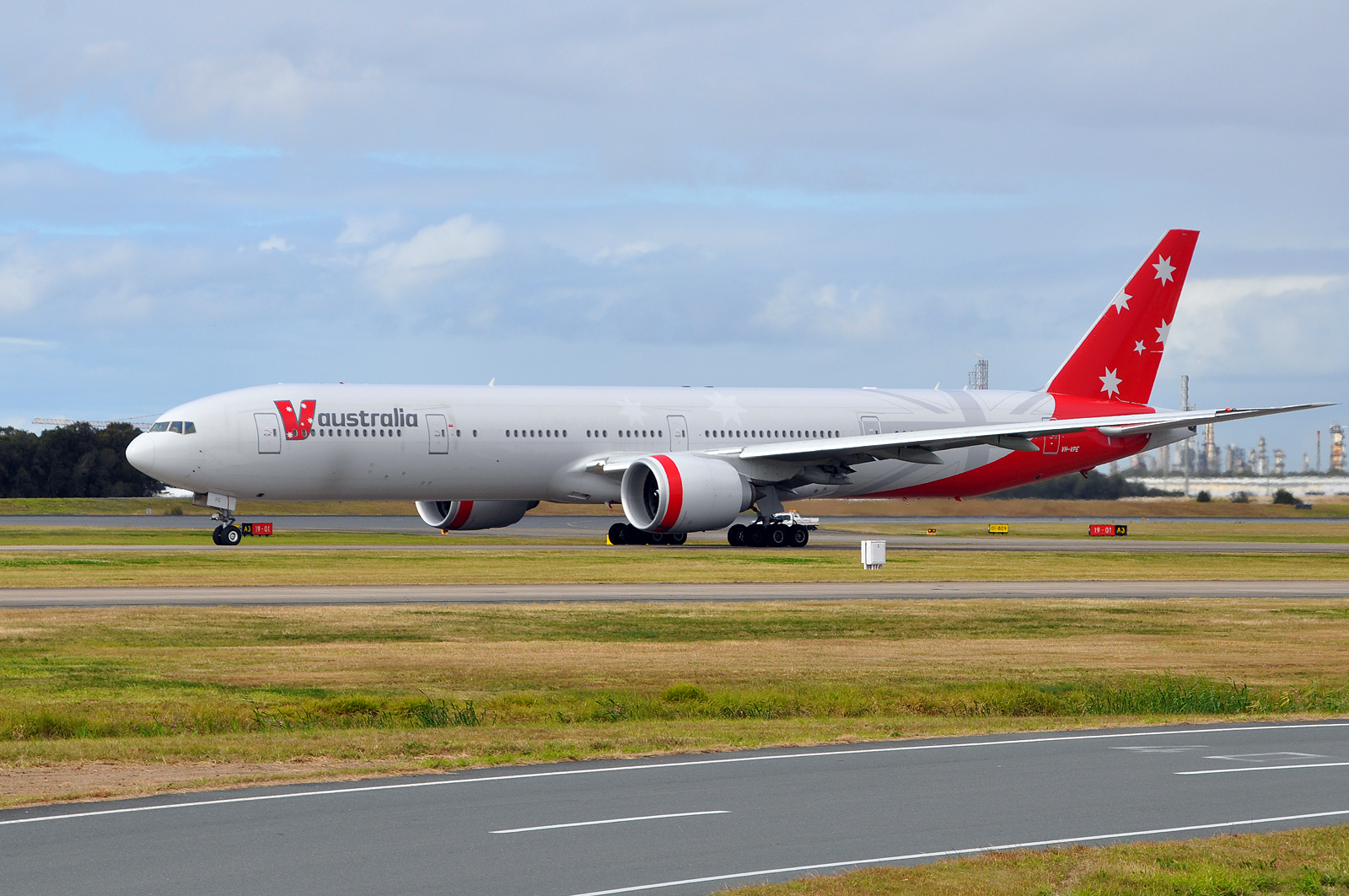
Boeing 777-300ER in den Farben der V Australia

Mit Stand Juli 2016 besteht die Flotte der Virgin Australia International aus 24 Flugzeugen mit einem Durchschnittsalter von 4,4 Jahren:
| Flugzeugtyp      | Anzahl | bestellt | Anmerkungen                                               | Sitzplätze (Business/Eco+/Eco) |
| ---------------- | ------ | -------- | --------------------------------------------------------- | ------------------------------ |
| Boeing 737-800   | 19     |          | mit Winglets ausgestattet; betrieben für Virgin Australia | 176 (8/-/168)                  |
| Boeing 777-300ER | 05     |          | betrieben für Virgin Australia                            | 361 (37/24/278)                |
| Gesamt           | 24     | –        |                                                           |                                |